# Brodie Ponds
Brodie Ponds är en sjö i Antarktis. Den ligger i Östantarktis. Nya Zeeland gör anspråk på området. Brodie Ponds ligger 797 meter över havet.